# Virginia Slims of Albuquerque
Il Virginia Slims of Albuquerque è stato un torneo femminile di tennis giocato dal 1989 al 1991. Si è disputato a Albuquerque negli USA su campi in sintetico indoor.

## Albo d'oro

### Singolare
| Anno | Campionessa    | Finalista          | Punteggio |
| ---- | -------------- | ------------------ | --------- |
| 1989 | Lori McNeil    | Elna Reinach       | 6–1, 6–3  |
| 1990 | Jana Novotná   | Laura Gildemeister | 6–4, 6–4  |
| 1991 | Gigi Fernández | Julie Halard       | 6–0, 6–2  |

### Doppio
| Anno | Campionesse                      | Finaliste                               | Punteggio     |
| ---- | -------------------------------- | --------------------------------------- | ------------- |
| 1989 | Nicole Provis Elna Reinach       | Raffaella Reggi Arantxa Sánchez Vicario | 4–6, 6–4, 6–2 |
| 1990 | Meredith McGrath Anne Smith      | Mareen Louie-Harper Wendy White         | 7–6(2), 6–4   |
| 1991 | Katrina Adams Isabelle Demongeot | Lise Gregory Mareen Louie-Harper        | 6–7, 6–4, 6–3 |